# Campionato europeo Superstock 1000 2017
Il Campionato Europeo Superstock 1000 del 2017 è la diciannovesima edizione della Superstock 1000 FIM Cup la settima, tra le edizioni il cui svolgimento segue il calendario europeo del mondiale Superbike, ad assegnare il titolo di campione Europeo della categoria Superstock 1000.
Il titolo piloti è stato vinto dall'italiano Michael Ruben Rinaldi, in sella ad una Ducati Panigale dell'Aruba.it Racing – Junior Team. Alle sue spalle si piazzano il turco Toprak Razgatlıoğlu su Kawasaki, staccato di otto punti ed il francese Florian Marino su Yamaha, staccato di diciotto punti.
Per quanto concerne i costruttori, il titolo va a Kawasaki che, con quattro vittorie e 169 punti sopravanza gli altri costruttori. Per la casa giapponese si tratta del terzo titolo in questa categoria dopo quelli ottenuti nel 2012 e 2014.

## Piloti partecipanti
fonte
Tutte le motociclette in competizione sono equipaggiate con pneumatici forniti dalla Pirelli.
| Nº  | Pilota                | Squadra                              | Motocicletta      |
| --- | --------------------- | ------------------------------------ | ----------------- |
| 2   | Roberto Tamburini     | Pata Yamaha Official Stock 1000 Team | Yamaha YZF-R1     |
| 3   | Sébastien Suchet      | Berclaz Racing                       | BMW S1000RR       |
| 4   | Danny de Boer         | Van Zon Remeha                       | BMW S1000RR       |
| 5   | Marco Faccani         | Althea BMW Racing                    | BMW S1000RR       |
| 6   | Emanuele Pusceddu     | RSV Phoenix Suzuki                   | Suzuki GSX-R1000  |
| 6   | Emanuele Pusceddu     | D.K. Racing                          | BMW S1000RR       |
| 7   | Marvin Fritz          | Bayer-Bikerbox Yamaichi              | Yamaha YZF-R1     |
| 8   | Alessandro Nocco      | DDM by BWG_Grimaldi                  | Kawasaki ZX-10R   |
| 9   | Andrea Mantovani      | Nuova M2 Racing                      | Aprilia RSV4 RF   |
| 10  | Maxime Bonnot         | TECMAS                               | BMW S1000RR       |
| 11  | Jérémy Guarnoni       | Pedercini Racing Kawasaki            | Kawasaki ZX-10R   |
| 12  | Michael Ruben Rinaldi | Aruba.it Racing – Junior Team        | Ducati Panigale R |
| 13  | Federico Sanchioni    | Clasitaly                            | BMW S1000RR       |
| 14  | Kevin Manfredi        | DDM by BWG_Bike & Motor RT_Grimaldi  | Kawasaki ZX-10R   |
| 15  | Alejandro Medina Mayo | Cardoso School Racing                | Yamaha YZF-R1     |
| 16  | Gabriele Ruiu         | RSV Phoenix Suzuki                   | Suzuki GSX-R1000  |
| 16  | Gabriele Ruiu         | Team Trasimeno                       | Yamaha YZF-R1     |
| 17  | Luca De Ulacia        | Kawasaki Palmeto PL Racing           | Kawasaki ZX-10R   |
| 18  | Riccardo Cecchini     | DDM by BWG_Bike & Motor RT_Grimaldi  | Kawasaki ZX-10R   |
| 18  | Riccardo Cecchini     | 2R Road Racing                       | BMW S1000RR       |
| 19  | Julian Puffe          | Althea MF84                          | BMW S1000RR       |
| 21  | Florian Marino        | Pata Yamaha Official Stock 1000 Team | Yamaha YZF-R1     |
| 22  | Stefano Fugardi       | FIM Moto Racing                      | Yamaha YZF-R1     |
| 23  | Federico Sandi        | Berclaz Racing                       | BMW S1000RR       |
| 25  | Walter Sulis          | Team Trasimeno                       | Yamaha YZF-R1     |
| 26  | Marco Sbaiz           | D.K. Racing                          | BMW S1000RR       |
| 28  | Markus Reiterberger   | Van Zon Remeha BMW                   | BMW S1000RR       |
| 31  | Matteo Ferrari        | DMR Racing                           | BMW S1000RR       |
| 31  | Matteo Ferrari        | 2R Road Racing                       | BMW S1000RR       |
| 32  | Marc Moser            | Triple M Racing                      | Kawasaki ZX-10R   |
| 33  | Kyle Wyman            | Agro On-Benjan-Kawasaki              | Kawasaki ZX-10R   |
| 34  | Xavier Pinsach        | ETG Racing                           | Kawasaki ZX-10R   |
| 36  | Florian Alt           | Yamaha MGM                           | Yamaha YZF-R1     |
| 41  | Federico D'Annunzio   | FDA Racing                           | BMW S1000RR       |
| 44  | Andrea Tucci          | Tucci Racing                         | Yamaha YZF-R1     |
| 46  | Maxime Cudeville      | Leader Team Flembbo                  | Kawasaki ZX-10R   |
| 50  | Pepijn Bijsterbosch   | SWPN                                 | Yamaha YZF-R1     |
| 51  | Eric Vionnet          | Motors Vionnet                       | BMW S1000RR       |
| 54  | Toprak Razgatlıoğlu   | Kawasaki Puccetti Racing             | Kawasaki ZX-10R   |
| 55  | Ilya Mikhalchik       | Triple M Racing                      | Kawasaki ZX-10R   |
| 57  | Mike Jones            | Aruba.it Racing – Junior Team        | Ducati Panigale R |
| 59  | Alex Schacht          | EAB Schacht Racing                   | Ducati Panigale R |
| 66  | Daryn Upton           | DDM by BWG_Bike & Motor RT_Grimaldi  | Kawasaki ZX-10R   |
| 61  | Alessio Terzani       | Tucci Racing                         | Yamaha YZF-R1     |
| 68  | Glenn Scott           | Agro On-Benjan-Kawasaki              | Kawasaki ZX-10R   |
| 70  | Luca Vitali           | Nuova M2 Racing                      | Aprilia RSV4 RF   |
| 71  | Maximilian Scheib     | Nuova M2 Racing                      | Aprilia RSV4 RF   |
| 74  | Kevin Calia           | RSV Phoenix Suzuki                   | Suzuki GSX-R1000  |
| 77  | Wayne Tessels         | Agro On-Benjan-Kawasaki              | Kawasaki ZX-10R   |
| 81  | Alex Bernardi         | 2R Road Racing                       | BMW S1000RR       |
| 81  | Alex Bernardi         | TheBlackSheep Team                   | Yamaha YZF-R1     |
| 87  | Luca Marconi          | TheBlackSheep Team                   | Yamaha YZF-R1     |
| 90  | Toni Finsterbusch     | Agro On-Benjan-Kawasaki              | Kawasaki ZX-10R   |
| 91  | Eeki Kuparinen        | Motomarket Racing                    | Kawasaki ZX-10R   |
| 92  | Bryan Leu             | Team Trasimeno                       | Yamaha YZF-R1     |
| 94  | Naomichi Uramoto      | JEG. Kagayama                        | Suzuki GSX-R1000  |
| 121 | Alessandro Andreozzi  | Speed Action by Andreozzi R.C.       | Yamaha YZF-R1     |
| 122 | Luca Salvadori        | Tucci Racing Team                    | Yamaha YZF-R1     |
| 155 | Fabio Marchionni      | Speed Action by Andreozzi R.C.       | Yamaha YZF-R1     |

| Legenda            |
| ------------------ |
| Pilota wildcard    |
| Pilota sostitutivo |

## Calendario
| Nº | Data         | Gran Premio | Circuito    | Pole Position         | Vincitore Gara        | Leader del campionato |
| -- | ------------ | ----------- | ----------- | --------------------- | --------------------- | --------------------- |
| 1  | 2 aprile     | Spagna      | Aragón      | Michael Ruben Rinaldi | Michael Ruben Rinaldi | Michael Ruben Rinaldi |
| 2  | 30 aprile    | Paesi Bassi | Assen       | Florian Marino        | Toprak Razgatlıoğlu   | Michael Ruben Rinaldi |
| 3  | 14 maggio    | Italia      | Imola       | Michael Ruben Rinaldi | Michael Ruben Rinaldi | Michael Ruben Rinaldi |
| 4  | 28 maggio    | Regno Unito | Donington   | Michael Ruben Rinaldi | Toprak Razgatlıoğlu   | Toprak Razgatlıoğlu   |
| 5  | 18 giugno    | Italia      | Misano      | Michael Ruben Rinaldi | Marco Faccani         | Michael Ruben Rinaldi |
| 6  | 20 agosto    | Germania    | Lausitzring | Federico Sandi        | Michael Ruben Rinaldi | Michael Ruben Rinaldi |
| 7  | 17 settembre | Portogallo  | Portimão    | Florian Marino        | Toprak Razgatlıoğlu   | Michael Ruben Rinaldi |
| 8  | 1 ottobre    | Francia     | Magny-Cours | Roberto Tamburini     | Jérémy Guarnoni       | Michael Ruben Rinaldi |
| 9  | 22 ottobre   | Spagna      | Jerez       | Markus Reiterberger   | Markus Reiterberger   | Michael Ruben Rinaldi |

## Classifiche

### Classifica Piloti[1]
| Posizione | Pilota                | Motocicletta | Spagna (bandiera) | Paesi Bassi (bandiera) | Italia (bandiera) | Regno Unito (bandiera) | Italia (bandiera) | Germania (bandiera) | Portogallo (bandiera) | Francia (bandiera) | Spagna (bandiera) | Punti |
| --------- | --------------------- | ------------ | ----------------- | ---------------------- | ----------------- | ---------------------- | ----------------- | ------------------- | --------------------- | ------------------ | ----------------- | ----- |
| 1         | Michael Ruben Rinaldi | Ducati       | 1                 | 2                      | 1                 | Rit                    | 2                 | 1                   | 9                     | 10                 | 6                 | 138   |
| 2         | Toprak Razgatlıoğlu   | Kawasaki     | 4                 | 1                      | 3                 | 1                      | 6                 | Rit                 | 1                     | NP                 | 3                 | 130   |
| 3         | Florian Marino        | Yamaha       | 2                 | 3                      | Rit               | 2                      | 5                 | 4                   | 2                     | 2                  | 20                | 120   |
| 4         | Roberto Tamburini     | Yamaha       | 3                 | 9                      | 2                 | 4                      | NP                | 3                   | 6                     | 4                  | 5                 | 106   |
| 5         | Jérémy Guarnoni       | Kawasaki     | 6                 | 5                      | 19                | 8                      | 7                 | 6                   | 5                     | 1                  | 8                 | 92    |
| 6         | Mike Jones            | Ducati       | 9                 | NP                     | 8                 | 10                     | 8                 | 2                   | 4                     | 6                  | 4                 | 85    |
| 7         | Marco Faccani         | BMW          | 5                 | NP                     | 4                 | 11                     | 1                 | 12                  | Rit                   | 11                 | 9                 | 70    |
| 8         | Maximilian Scheib     | Aprilia      | Rit               | 7                      | Rit               | 3                      | 3                 | Rit                 | 3                     | 9                  | 11                | 69    |
| 9         | Ilya Mikhalchik       | Kawasaki     | 8                 | 6                      | Rit               | 6                      | 9                 | Rit                 | Rit                   | 5                  | 2                 | 66    |
| 10        | Luca Vitali           | Aprilia      | 7                 | 10                     | Rit               | 9                      | 4                 | 7                   | 8                     | 8                  | 12                | 64    |
| 11        | Sébastien Suchet      | BMW          | 13                | 8                      | 6                 | 7                      | NP                | 8                   | 7                     | 7                  | 15                | 58    |
| 12        | Federico Sandi        | BMW          | Rit               | 11                     | SQ                | 5                      | Rit               | 5                   | Rit                   | 3                  | 7                 | 52    |
| 13        | Markus Reiterberger   | BMW          |                   |                        |                   |                        |                   |                     |                       |                    | 1                 | 25    |
| 14        | Julian Puffe          | BMW          | 14                | 14                     | 11                | 17                     | 18                | 9                   | 11                    | 13                 | 16                | 24    |
| 15        | Marvin Fritz          | Yamaha       | 10                | NP                     |                   |                        | 11                | 10                  |                       | 12                 | 14                | 23    |
| 16        | Alex Schacht          | Ducati       | 20                | 24                     | 8                 | 15                     | 10                | 11                  | 18                    | 15                 | 21                | 21    |
| 17        | Matteo Ferrari        | BMW          |                   |                        | 5                 |                        | 12                |                     |                       |                    |                   | 15    |
| 18        | Danny De Boer         | BMW          |                   | 4                      |                   |                        |                   |                     |                       |                    |                   | 13    |
| 19        | Federico D'Annunzio   | BMW          | 20                | 26                     | 13                |                        | 19                | 15                  | 12                    | 19                 | 13                | 11    |
| 20        | Toni Finsterbusch     | Kawasaki     | 18                | 16                     | Rit               | NP                     | Rit               | 13                  | 10                    | 23                 | Rit               | 9     |
| 21        | Emanuele Pusceddu     | Suzuki e BMW | 26                | 24                     | 16                | 14                     | 13                | 14                  | 22                    | 14                 | 23                | 9     |
| 22        | Luca Marconi          | Yamaha       | 12                | 12                     | Rit               |                        |                   |                     |                       |                    |                   | 8     |
| 23        | Federico Sanchioni    | BMW          | 19                | 22                     | 9                 | Rit                    | NQ                | 20                  |                       |                    |                   | 7     |
| 24        | Riccardo Cecchini     | Kawasaki     | 25                | Rit                    | 12                | NQ                     | 17                | 24                  | 13                    | 21                 | NP                | 7     |
| 25        | Kevin Calia           | Suzuki       | 16                | 13                     | 18                | 12                     | NP                |                     |                       |                    |                   | 7     |
| 26        | Andrea Mantovani      | Aprilia      |                   |                        |                   |                        |                   |                     |                       |                    | 10                | 6     |
| 27        | Eric Vionnet          | BMW          |                   |                        | 10                |                        | NP                | 23                  | 17                    | 16                 | 28                | 6     |
| 28        | Wayne Tessels         | Kawasaki     | 11                | 23                     | NP                | Rit                    | NP                | 18                  | 15                    | 18                 | 18                | 6     |
| 29        | Kevin Manfredi        | Kawasaki     | Rit               | Rit                    | Rit               | 13                     | Rit               |                     |                       |                    |                   | 3     |
| 30        | Glenn Scott           | Kawasaki     | 22                | 25                     | 14                | 16                     | 15                | 17                  | 16                    | Rit                | NP                | 3     |
| 31        | Xavier Pinsach        | Kawasaki     | 17                | 21                     |                   |                        | 16                | 16                  | 14                    | 17                 | 19                | 2     |
| 32        | Fabio Marchionni      | Yamaha       |                   |                        |                   |                        | 14                |                     |                       |                    |                   | 2     |
| 33        | Bryan Leu             | Yamaha       | Rit               | 27                     | 15                | Rit                    |                   |                     |                       |                    |                   | 1     |
| 34        | Marc Moser            | Kawasaki     | 21                | 15                     | Rit               | 19                     | NP                | 19                  | 20                    | Rit                | 25                | 1     |
| 35        | Andrea Tucci          | Yamaha       | 15                | 17                     |                   |                        |                   |                     |                       |                    |                   | 1     |
| Posizione | Pilota                | Motocicletta | Spagna (bandiera) | Paesi Bassi (bandiera) | Italia (bandiera) | Regno Unito (bandiera) | Italia (bandiera) | Germania (bandiera) | Portogallo (bandiera) | Francia (bandiera) | Spagna (bandiera) | Punti |

| Legenda | 1º posto        | 2º posto            | 3º posto            | A punti      | Senza punti        | Grassetto=Pole position Corsivo=Giro più veloce |
| Legenda | Gara non valida | Non qual./Non part. | Ritirato/Non class. | Squalificato | "-" Dato non disp. | Grassetto=Pole position Corsivo=Giro più veloce |

### Sistema di punteggio
| Pos.  | 1  | 2  | 3  | 4  | 5  | 6  | 7 | 8 | 9 | 10 | 11 | 12 | 13 | 14 | 15 | 16> |
| Punti | 25 | 20 | 16 | 13 | 11 | 10 | 9 | 8 | 7 | 6  | 5  | 4  | 3  | 2  | 1  | 0   |

### Costruttori[2]
| Posizione | Costruttore | Spagna (bandiera) | Paesi Bassi (bandiera) | Italia (bandiera) | Regno Unito (bandiera) | Italia (bandiera) | Germania (bandiera) | Portogallo (bandiera) | Francia (bandiera) | Spagna (bandiera) | Punti |
| --------- | ----------- | ----------------- | ---------------------- | ----------------- | ---------------------- | ----------------- | ------------------- | --------------------- | ------------------ | ----------------- | ----- |
| 1         | Kawasaki    | 4                 | 1                      | 3                 | 1                      | 6                 | 6                   | 1                     | 1                  | 2                 | 169   |
| 2         | Ducati      | 1                 | 2                      | 1                 | 10                     | 2                 | 1                   | 4                     | 6                  | 4                 | 157   |
| 3         | Yamaha      | 2                 | 3                      | 2                 | 2                      | 5                 | 3                   | 2                     | 2                  | 5                 | 154   |
| 4         | BMW         | 5                 | 4                      | 4                 | 5                      | 1                 | 5                   | 7                     | 3                  | 1                 | 134   |
| 5         | Aprilia     | 7                 | 7                      | Rit               | 3                      | 3                 | 7                   | 3                     | 8                  | 10                | 89    |
| 6         | Suzuki      | 16                | 13                     | 16                | 12                     | NP                |                     |                       |                    | NP                | 7     |